# 앤서니 이든
제1대 에이번 백작 로버트 앤서니 이든(Robert Anthony Eden, 1st Earl of Avon, KG, 1897년 6월 12일 ~ 1977년 1월 14일)은 예비역 영국 육군 중위 출신의 영국 정치인으로 3회의 외무장관(1935 ~ 38, 1940 ~ 45, 1951 ~ 55)과 45대 영국 총리, 영국 보수당 명예고문위원을 지냈다.

## 어린 시절
영국 잉글랜드 지방 더럼주 웨스트 오클랜드에서 출생한 이든은 제1차 세계 대전에 복무한 후 옥스퍼드 대학교 크라이스트처치에서 동양어(아랍어와 페르시아어)를 전공하였다(1919년 영국 옥스퍼드 대학교 동양어학과 중퇴 이후 1932년 명예 학사 학위).

## 정치 경력

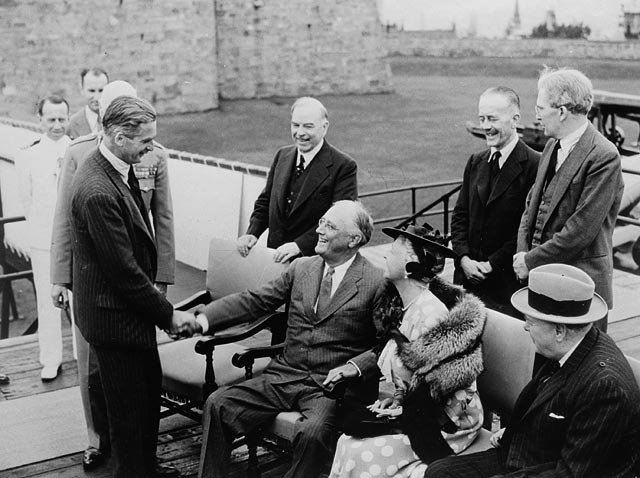
퀘벡 회담에서 프랭클린 D. 루스벨트 미국 대통령과 인사하는 이든 (1943년)

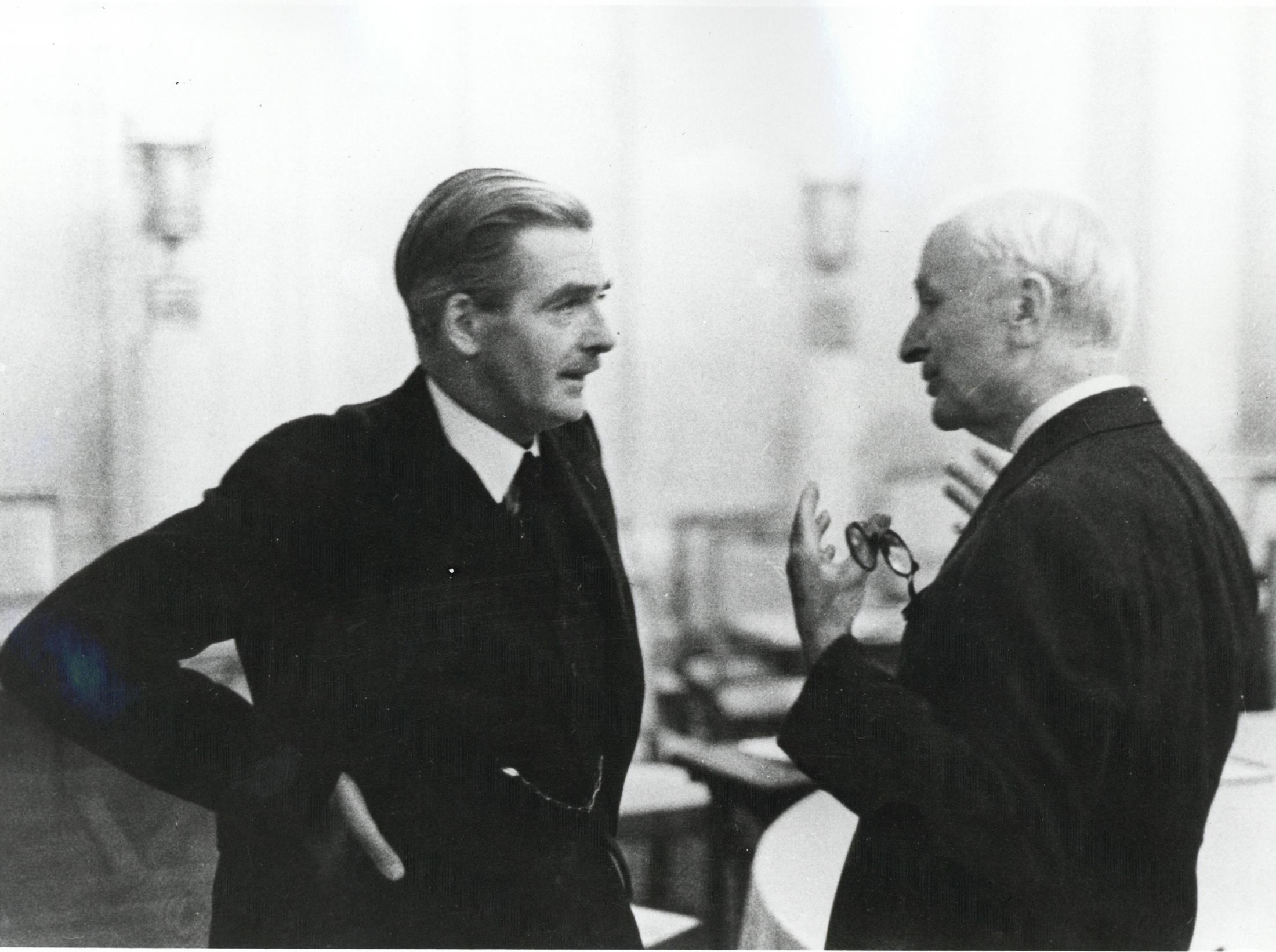
코델 헐 국무장관과 함께

1923년 외무차관, 1934년 옥새관과 1935년 6월 국제연맹 정세를 위한 장관으로 임명되었다. 그해 12월 외무장관이 되었으나 1938년 2월 네빌 체임벌린 총리의 나치 독일과 파시스트 이탈리아에 유화 정책을 쓴 일에 대항하는 데 장관직을 사임하였다.
1939년 9월 제2차 세계 대전이 터지는 동안에 이든은 자치령 장관으로서 체임벌린 내각에 다시 들어갔다. 1940년 5월 10일 윈스턴 처칠이 총리가 될 때 이든은 전쟁장관으로 임명되었으나 12월 23일부터 보수당이 1945년 7월 패할 때까지 그는 다시 한번 외무장관을 지냈다.
그는 전쟁이 일어나는 동안에 외무장관으로서 여러 차례의 연합국 회담들에 참석하기로 알려졌고, 그 시기에 한국의 독립문제가 연합국 지도자들 사이에서 최초로 논의된 것은 1943년 3월 프랭클린 루스벨트와 국무장관 코델 헐이 워싱턴 D. C.에서 당시 외무장관이었던 이든과 가진 회합 때였다. 이때 루스벨트는 "한반도를 일정 기간 동안 미국, 중국 및 소련 등 3국의 '신탁통치'아래 두었다가 독립시킨다."는 의견을 처음으로 밝혔으며, 이든은 호의적 반응을 보였다.
1951년 처칠과 보수당이 다시 권력에 돌아온 후, 이든은 다시 외무장관이 되었고 또한 지정된 부총리이기도 하였다. 1954년 그는 영국-이란 간의 석유 논쟁을 가라앉히고, 이탈리아와 유고슬라비아 사이에 트리에스테를 두고 일으킨 불화를 해결하고, 인도차이나 전쟁을 멈추고, 동남아시아 조약 기구를 설립하는 데 도움을 주었다.
1953년 심각하게 병이 든 이든은 몇몇의 수술을 받았어도 그는 완전히 자신의 건강을 회복할 수 없었다.

### 총리 재임
1955년 4월 6일 처칠의 뒤를 이어 총리에 취임한 이든은 다음달인 5월 26일 조기 총선으로 보수당 우세를 확대했다. 1956년 4월에는 인도와 유고슬라비아를 방문한 소련의 니키타 흐루쇼프와 니콜라이 불가닌을 영국에서 만났다. 그 직후 응오딘지엠이 이끄는 독립된 베트남 공화국을 승인하였다.
1956년 6월 26일 영국 정부가 1875년 이래 주주로 지녀온 수에즈 운하 회사를 이집트이 지도자 가말 압델 나세르가 국유화하는 일이 발생했다. 10월 29일 이스라엘이 이집트를 침공하였고, 그 1주 후인 11월 5일 영국과 프랑스의 특수부대가 수에즈 운하에 투입되었다. (수에즈 위기) 그러나 수에즈 운하에 경제적 이해가 크지 않으면서 동시에 아랍권에서 소련의 영향력이 확대되는 것을 우려한 미국의 압력과, 소련의 반발로 12월 22일 영국·프랑스군은 수에즈 운하에서 철수했다.
이든은 11월 8일에 있었던 재신임 투표에서 승리하였으나, 수에즈 위기에서의 실패는 그의 지지를 손상시켰다. 특히 그는 건강 문제로 11월 23일부터 12월 14일까지 자메이카로 휴양을 가 있었고, 이때 재무장관 해럴드 맥밀런과 옥새상서 랩 버틀러 등 보수당의 유력한 동료들이 등을 돌린 상태였다. 이든은 결국 1957년 1월 9일 건강 악화를 이유로 총리직을 사임하였고, 동시에 하원 의원 또한 사임하였다.

## 이후의 세월
1954년 가터 훈장(The Order of the Garter, KG) 수훈이 내려졌고, 1961년 백작 작위(1st Earl of Avon)에 서임되었다. 그의 회고록들은 3권으로 발행되었으며, 〈완전히 1회전하여〉(1960년), 〈독재자들을 향하며〉(1962년)과 〈청산〉(1965년)이다.
1977년 79세의 나이로 윌트셔주 솔즈베리에서 간세포암으로 사망하였다.